# Tumblr
Tumblr（官方中文名：汤博乐；民间亦译作汤不热）是一个轻博客社交网络平台，由戴维·卡普于2007年创立。使用者可以关注其他的会员并在自己的页面上看到关注会员发表的文章，亦可转发他人在Tumblr上的文章。公司总部目前设在纽约市。

## 歷史
戴维·卡普在2007年2月創立了Tumblr，马可·阿蒙德（Marco Arment）作為開發團隊領導（CTO）。2007年10月，Tumblr获75万美元第一轮融资。2008年12月，Tumblr获得由Union Square Ventures和Spark Capital发起的450万美元的第二轮投资。2009年5月，收购一款Tumblr iPhone应用程序。2010年3月，Tumblr推出黑莓应用程序。2010年12，Tumblr融资3000万美元，交易后估值达1.55亿美元。其中 Sequois 投入2000万，Spark Capital 和 Union Square Ventures 各出资500万美元。2013年5月20日雅虎正式宣布以11亿美元现金收购Tumblr。
2014年11月，全球共有约1.17亿用户，2.113亿个博客，帖子数量达962亿条，员工人数297人。截至2016年6月，全球共有約2.32億用戶，2.973億個網誌，帖子數量達1346億條，員工人數384人。2018年12月，Tumblr宣布開始禁止裸露等色情內容，違者將被會移除相關影像。這項新措施引起使用者大量外流，流量雪崩式下滑。2019年8月12日Automattic正式宣布以300万美元超低價格从威讯媒体收购Tumblr。

## 特色
Tumblr十分看重可自訂性與易用性，所以把註冊／登入頁面極簡化。會員可以變換七種類型的內容。Tumblr的主要頁面是「Dashboard」，顯示所有跟進的更新。在這個介面上，會員可以操作文章成「喜歡」或「轉發」，這些都和Twitter很類似。
除了在Tumblr發布內容，另外還支援小书签、電子郵件、AIM聊天機器人，甚至是撥打Tumblr的電話來更新。且可以自動將內容同步到Facebook和Twitter。
Tumblr綁定域名也是它的一大特點，會員可以在自己的域名下發表文章。

### 發布內容的類型
| 英文  | 中文 | 说明 |
| ----- | ---- | --- |
| Text  | 文字 | 支持HTML，对字数方面等无限制。可以在文章中上传图片，但会被缩小到500px宽度。标题可选 |
| Photo | 照片 | 上传照片檔案，直接调用摄像头拍摄，或使用链接贴图，但只有在上传的时候才能在一篇文章中包含多张图片，限制为10张。上传图片有每张10M大小限制，每天上传的总容量也有一定的限制。可添加说明    |
| Quote | 引述 | 引用他人的语句，或是名言，无格式。可添加说明 |
| Link  | 連結 | 一个連結。标题可选 |
| Chat  | 聊天 | 一段无格式的聊天内容。标题可选 |
| Audio | 音訊 | 音频文件，仅限MP3格式，可以上传本地文件或使用外部音乐文件，本地上传有每首10MB，一天一首的限制。可添加说明                                                                              |
| Video | 影片 | 可嵌入各类视频网站的视频或直接输入YouTube/Vimeo视频地址嵌入。也可以上传本地视频，原先的本地上传是和Vimeo合作的。现在则是上传到Tumblr，有每个视频100MB，一天5分钟之内的限制。可添加说明 |

### 主題

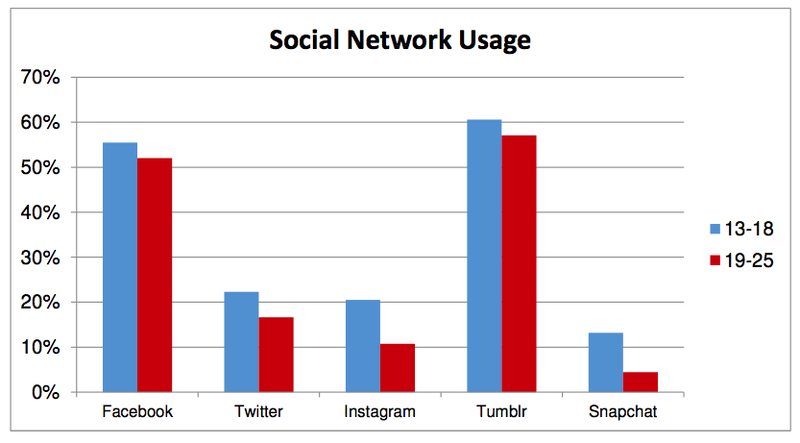
各个社交网络的使用人数（13-25岁）统计

比起競爭對手Posterous，Tumblr一大優勢就是豐富的主題資源，由於友善的開發套件，許多設計师和開發者都為Tumblr做出高品質的主題。且在2010年3月24日推出付費主題功能，這被認為是Tumblr尋求營利的一個手段。目前已拥有上千款免费主题。和20款付费主题。

### 目錄
受到Twitter會員列表服務WeFollow的啟發，Tumblr在2009年5月16日开放了Tumblr Directory。用户可以给一个Tumblr博客打上标签，然后其他用户可以很方便的查看到自己喜欢的特定博客。

### 應用程式
Jeff Rock和Garrett Ross為Tumblr開發了iPhone程式版，並在2009年2月25日被Tumblr收購。2009年3月17日，Tumblr官方宣布推出由Mobelux（页面存档备份，存于）開發的
黑莓手機版程式，4月17日在黑莓應用商店上架。
此外Tumblr也提供了一個第三方應用程式區。

### 語言
Tumblr目前支援英語、德語、法语、意大利语、日语、土耳其语、西班牙语、俄语、波兰语、葡萄牙语、荷兰语、韩语和汉语。

### 成人內容
Tumblr自2007年設立以來，一直都對成人內容保持開放的態度，用戶可以張貼相關的文章、圖片。根据一项研究，色情內容佔比極高，大约有四分之一的用户以消费色情为主。由于受App store评级下架事件影响，自2018年12月17日起，Tumblr不再允許上傳新的被標示為成人的內容，包括「真實顯示人類性器官或是女性乳頭」的影像與圖片，以及經過後製但仍可被認定與上述實物相似者；若是與「藝術、教育、具新聞性或政治性」有關的內容，官方則會視情況不移除。Tumblr針對成人內容進行標示及移除，最終完全移除這類的內容。2019年Tumblr因為經營不善被Automattic收購，但即使被收購之後，這項措施也不會取消。

## 財務狀況
Tumblr的初期資金來於Karp在專利網站UrbanBaby做軟體顧問時的收入。在幾次募集後，Tumblr從Spark Capital以及Betaworks獲得了525萬美元的投資。且Spark Capital和Betaworks也是Twitter的主要投資者。

## 政府的封锁
2013年9月5日，Tumblr首次遭到中国大陸當局的屏蔽，用户可以在中国大陸当地时间深夜至凌晨进行不稳定地直连。
2016年5月25日，因上海陆家嘴不雅视频流出链接均指向Tumblr，故再次遭到中国大陸當局的屏蔽。
2018年3月，印度尼西亚因Tumblr的成人内容，而根据該国的反色情法屏蔽了Tumblr，同年12月，Tumblr在宣布封杀成人内容后，印度尼西亚政府解除了屏蔽。

## 獎項
彭博商業周刊將Tumblr創辦人David Karp評選為2009年度最佳青年企業家。
PC World則將Tumblr稱為“歐巴馬的五個頂尖技術工具”之一。

## 外部連結
- 官方网站（英文）
- Tumblr的官方博客（页面存档备份，存于）（英文）